# Kampung Baru (Gunung Toar)
Kampung Baru is een bestuurslaag in het regentschap Kuantan Singingi van de provincie Riau, Indonesië. Kampung Baru telt 1298 inwoners (volkstelling 2010).